# 9231 Shimaken
A 9231 Shimaken (ideiglenes jelöléssel 1997 BB2) a Naprendszer kisbolygóövében található aszteroida. Kobajasi Takao fedezte fel 1997. január 29-én.